# Ейнар Мар Ґудмундссон
Заголовок цієї статті — це ісландське ім'я, де Ейнар Мар — особове ім'я, а Ґудмундссон — ім'я по батькові. 
Е́йнар Мар Ґу́дмундссон (ісл. Einar Már Guðmundsson; *18 вересня 1954, Рейк'явік) — ісландський романіст та поет, його книги перекладено кількома мовами.
Народився в Рейк'явіку, 1979 року здобув звання Baccalaureus Artium в Університеті Ісландії. Працював у відділенні компаратистики Копенгагенського університету. Його першою книгою була збірка поезій, а перший роман Englar alheimsins (Ангели всесвіту) здобув Літературну премію Північної Ради. Пізніше його екранізував Фрідрік Тор Фрідрікссон. Одружений, має п'ятьох дітей. Мешкає в Рейк'явіку.